# Indice terapeutico
L'indice terapeutico (IT, anche noto come rapporto terapeutico) è un parametro farmacologico che è indice della sicurezza di un farmaco. È definito come il rapporto tra la dose letale mediana e la dose efficace mediana.

## Definizione originaria
L'indice terapeutico propriamente detto è il rapporto tra la dose letale mediana osservata in studi animali e la dose efficace mediana per produrre un determinato effetto nel 50% della popolazione.
{\displaystyle IT={\frac {DL_{50}}{DE_{50}}}}
Poiché il rapporto tra DL50 e DE50 è generalmente di diversi ordini di grandezza si preferisce indicare l'IT come logaritmo decimale di tale rapporto.
Indici terapeutici più elevati sono da preferire a quelli più ridotti in quanto per raggiungere dosaggi tossici o letali il paziente dovrebbe assumere una quantità maggiore di farmaco, rispetto a quella terapeutica.
Il concetto di dose letale mediana si applica ai soli studi sugli animali, mentre negli studi clinici nell'uomo viene misurata la TD50 ovvero la dose tossica mediana.
Poiché dal 2002 sono stati messi al bando i test di DL50 ne consegue che anche l'indice terapeutico, quantomeno nella sua definizione originaria, sia stato superato da altri indicatori, come la finestra terapeutica.

## Limiti
Oltre al già citato problema inerente al calcolo della DL50 l'indice terapeutico è affetto anche da altri limiti, tra cui:
- significativa variabilità in funzione della specie animale utilizzata;
- misura della sola tossicità acuta, senza indicazioni sulla tossicità subacuta e cronica

Oggi più comunemente con Indice Terapeutico si intende il rapporto fra la dose massima tollerata e la dose minima efficace, o semplificando ulteriormente, fra dose tossica e dose efficace.

## Esempi
Talvolta un farmaco con un indice terapeutico ristretto può richiedere un accurato controllo del dosaggio in funzione delle concentrazioni plasmatiche ottenute nel paziente. Questo risultato, che può essere ottenuto attraverso la definizione di speciali piani terapeutici, permette di ottenere una maggiore sicurezza nell'uso del farmaco in quanto il regime terapeutico è definito sulla base della risposta individuale del paziente.
Gli indici terapeutici variano significativamente tra diverse classi di farmaci, e anche da un principio attivo all'altro. Tra gli oppioidi il farmaco con il più ampio indice terapeutico (33 000:1) è il remifentanil, seguito dal tetraidrocannabinolo, un sedativo analgesico di origine naturale (dalla Cannabis) avente un indice terapeutico d 1 000:1, mentre il diazepam, una benzodiazepina ipnotico-sedativo e rilassante muscolo scheletrico ha un più stretto IT di 100:1 e la morfina, un sedativo, antidepressivo e analgesico anch'essa di origine naturale (Papaver Somniferum) ha un IT di 70:1 (tuttavia ancora considerato relativamente sicuro).
Meno sicure sono la codeina, uno stimolante e anestetico locale e l'alcol etilico, un sedativo ampiamente disponibile e consumato in tutto il mondo con IT rispettivamente di 15:1 e 10:1. Ancora meno sicuri sono farmaci come i digitalici tra cui la digossina, un glicoside cardiotonico, con un indice terapeutico di circa 2:1. Altri farmaci caratterizzati da un indice terapeutico stretto sono il dimercaprolo, la teofillina, il warfarin, il metotrexato e il carbonato di litio. Anche alcuni antibiotici richiedono il monitoraggio delle concentrazioni ematiche per bilanciare l'efficacia minimizzando gli effetti collaterali, tra essi la gentamicina, la vancomicina, l'amfotericina B e la polimixina B.

## Tipologie
In base all'efficacia e sicurezza di un farmaco, esistono due tipi di indice terapeutico:
Indice terapeutico basato sulla sicurezza
{\displaystyle TI_{\text{safety}}={\frac {LD_{50}}{ED_{50}}}}

È auspicabile che il valore di LD50 sia il più grande possibile, per ridurre il rischio di effetti letali e aumentare la finestra terapeutica. Nella formula di cui sopra, TIsafety (indice terapeutico basato sulla sicurezza) aumenta all'aumentare della differenza tra LD50 ed ED50: quindi, un indice terapeutico basato sulla sicurezza più alto indica una finestra terapeutica più ampia, e viceversa.
Indice terapeutico basato sull'efficacia
{\displaystyle TI_{\text{efficacy}}={\frac {ED_{50}}{TD_{50}}}}

Idealmente, l'ED50 è il più basso possibile per una risposta più rapida al farmaco e una finestra terapeutica più ampia, mentre un TD50 del farmaco è idealmente il più elevato possibile per ridurre il rischio di effetti tossici. Nell'equazione di cui sopra, maggiore è la differenza tra ED50 e TD50, maggiore è il valore di TIefficacy. Quindi, un indice terapeutico basato sull'efficacia più basso indica una finestra terapeutica più ampia.
Indice protettivo
Analogamente all'indice terapeutico basato sulla sicurezza, l'indice protettivo utilizza la TD50 (dose tossica mediana) al posto della LD50.
Per molte sostanze, la tossicità può verificarsi a livelli molto inferiori a quelli letali e quindi, se la tossicità è specificata correttamente, l'indice protettivo è spesso più informativo sulla relativa sicurezza di una sostanza. Tuttavia, l'indice terapeutico basato sulla sicurezza è ancora utile in quanto può essere considerato un limite superiore dell'indice protettivo, e il primo ha anche i vantaggi dell'obiettività e della più facile comprensione.
Poiché l'indice di protezione (PI) è calcolato come TD50 diviso ED50, matematicamente si può scrivere:
{\displaystyle {\text{Protective index}}={\frac {TD_{50}}{ED_{50}}}={\frac {1}{TI_{\text{efficacy}}}}}
il che significa che la TIefficacy è il reciproco dell'indice di protezione.
Tutti i tipi di indice terapeutico sopra indicati possono essere utilizzati sia nelle prove precliniche che nelle prove cliniche.

## Sviluppo dei farmaci
Un indice terapeutico basato su un'efficacia bassa (TIefficacy) e un indice terapeutico basato su un'alta sicurezza (TIsafety) sono preferibili per un farmaco che abbia un profilo favorevole di efficacia rispetto alla sicurezza. Nella fase iniziale di scoperta/sviluppo, l'IT clinico di un farmaco candidato non è noto. Tuttavia, comprendere l'IT preliminare di un farmaco candidato è della massima importanza poiché l'IT è un indicatore importante della probabilità di successo dello sviluppo. Riconoscere i farmaci candidati con un IT potenzialmente non ottimale nelle primissime fasi aiuta ad iniziare la mitigazione o a ridistribuire potenzialmente le risorse.
L'IT è la relazione quantitativa tra l'efficacia farmacologica e la sicurezza tossicologica di un farmaco, e prescinde dalla natura degli endpoint farmacologici o tossicologici stessi, che devono invece essere valutati perché l'indicatore abbia una qualche utilità. A seconda dell'indicazione clinica prevista, della necessità medica non soddisfatta associata e/o della situazione competitiva, si può dare più o meno peso alla sicurezza o all'efficacia di un farmaco candidato al fine di creare un profilo di efficacia vs sicurezza ben bilanciato e specifico per l'indicazione.
In generale, è l'esposizione (temporale) ad un dato tessuto al farmaco (cioè la concentrazione del farmaco nel tempo), piuttosto che la singola dose somministrata, a guidare gli effetti farmacologici e tossicologici. Ad esempio, a parità di dose, può esserci una marcata variabilità interindividuale nell'esposizione dovuta a polimorfismi nel metabolismo, interazioni farmacologiche o differenze nel peso corporeo o fattori ambientali. Queste considerazioni sottolineano l'importanza di utilizzare l'esposizione invece della dose per calcolare l'IT. Per tenere conto dei ritardi tra l'esposizione e la tossicità, l'IT per le tossicità che si verificano dopo somministrazioni a dosi multiple dovrebbe essere calcolato utilizzando l'esposizione al farmaco allo stato stazionario piuttosto che dopo la somministrazione di una singola dose.
Una revisione pubblicata da Muller e Milton su Nature Reviews Drug Discovery discute in modo critico la determinazione e l'interpretazione dell'IT in un contesto di sviluppo traslazionale di farmaci sia per le piccole molecole che per i bioterapici.

## Intervalli tipici dell'IT
L'indice terapeutico varia notevolmente tra le sostanze, anche all'interno di un gruppo correlato.
Ad esempio, l'analgesico a base di oppioidi remifentanil è molto tollerante, con un indice terapeutico di 33.000:1, mentre il diazepam, un benzodiazepina sedativo-ipnotica e miorilassante scheletrica, ha un indice terapeutico meno tollerante di 100:1.  La morfina lo è ancora meno, con un indice terapeutico di 70.
Meno sicuri sono la cocaina (uno stimolante e anestetico locale) e l'etanolo (comunemente chiamato “alcol” nelle bevande alcoliche, un sedativo ampiamente disponibile e consumato in tutto il mondo): gli indici terapeutici per queste sostanze sono rispettivamente 15:1 e 10:1. Anche il paracetamolo, noto anche con i nomi commerciali Tylenol o Panadol, ha un indice terapeutico di 10.
Ancora meno sicuri sono farmaci come la digossina, un glicoside cardiaco; il suo indice terapeutico è di circa 2:1.
Altri esempi di farmaci con un intervallo terapeutico ristretto, che possono richiedere il monitoraggio del farmaco sia per raggiungere livelli terapeutici che per ridurre al minimo la tossicità, includono dimercaprol, teofillina, warfarin e carbonato di litio.
Alcuni antibiotici e antimicotici richiedono un monitoraggio per bilanciare l'efficacia con la riduzione al minimo degli effetti avversi, tra cui: gentamicina, vancomicina, amfotericina B (soprannominata "amfoterribile" proprio per questo motivo) e polimixina B.

### Radioterapia anticancro
La radioterapia mira a ridurre i tumori e uccidere le cellule tumorali utilizzando energia ad alta intensità. L'energia deriva dai raggi X, raggi gamma o particelle cariche o pesanti. L'indice terapeutico nella radioterapia per il trattamento del cancro è determinato dalla dose massima di radiazioni per uccidere le cellule tumorali e dalla dose minima di radiazioni che causa morbilità acuta o tardiva nelle cellule dei tessuti sani. Entrambi questi parametri hanno curve dose-risposta a forma di sigmoide.
Quindi, se un risultato favorevole nella curva dose-risposta per il tessuto tumorale è maggiore di quello del tessuto sano per la stessa dose, ciò significa che il trattamento è efficace sui tumori e non causa una grave morbilità al tessuto sano, presentando un bilancio costi-benefici positivo. Al contrario, una risposta sovrapposta per due tessuti è altamente probabile che causi una grave morbilità al tessuto sano e un trattamento inefficace dei tumori.
Il meccanismo della radioterapia è classificato come radiazione diretta o indiretta. Sia la radiazione diretta che quella indiretta inducono mutazioni del DNA o riarrangiamenti cromosomici durante il processo di riparazioni. Nella radiazione diretta, la deposizione di energia danneggia il DNA e crea un radicale libero da quest'ultimo; la radiazione indiretta si verifica dalla radiolisi dell'acqua, creando un radicale idrossile libero, un idronio ed un elettrone. Il radicale idrossile trasferisce il suo radicale al DNA oppure, insieme all'idronio e all'elettrone, un radicale idrossile libero può danneggiare la regione di base del DNA.
Le cellule tumorali causano uno squilibrio dei segnali nel ciclo cellulare. Irradiando cellule umane, è stato scoperto che l'arresto G1 e G2/M sono i principali punti di controllo. L'arresto G1 ritarda il meccanismo di riparazione prima della sintesi del DNA nella fase S e della mitosi nella fase M, suggerendo che si tratta di un punto di controllo chiave per la sopravvivenza delle cellule. L'arresto G2/M si verifica quando le cellule devono ripararsi dopo la fase S ma prima dell'ingresso mitotico. È noto che la fase S è la più resistente alle radiazioni e la fase M è la più sensibile alle radiazioni. La p53, una proteina soppressore del tumore che svolge un ruolo nell'arresto G1 e G2/M, ha permesso di comprendere il ciclo cellulare attraverso le radiazioni. Ad esempio, l'irradiazione delle cellule della leucemia mieloide porta ad un aumento della p53 e ad una diminuzione del livello di sintesi del DNA. I pazienti con ritardi di Atassia-teleangectasia presentano un'ipersensibilità alle radiazioni a causa del ritardo nell'accumulo della p53.  In questo caso, le cellule sono in grado di replicarsi senza riparare il loro DNA, diventando soggette all'insorgenza di cancro. La maggior parte delle cellule è in fase G1 e S. L'irradiazione nella fase G2 ha mostrato una maggiore radiosensibilità e quindi l'arresto G1 è stato al centro del trattamento. L'irradiazione di un tessuto induce una risposta sia nelle cellule irradiate che in quelle non irradiate. È stato scoperto che anche le cellule distanti fino a 50-75 diametri cellulari dalle cellule irradiate mostrano un fenotipo di maggiore instabilità genetica, come la micronucleazione. Ciò suggerisce un effetto sulla comunicazione cellula-cellula, come la paracrina e la juxtacrina.
Le cellule sane non perdono il loro meccanismo di riparazione del DNA, mentre le cellule tumorali spesso lo perdono durante la radioterapia. Tuttavia, le radiazioni ad alta energia possono annullare la capacità di riparazione delle cellule sane danneggiate, portando a un ulteriore rischio di carcinogenesi. Ciò suggerisce un rischio significativo associato alla radioterapia. Pertanto, è auspicabile migliorare l'indice terapeutico durante la radioterapia. Impiegando IG-IMRT, protoni e ioni pesanti possono ridurre al minimo la dose ai tessuti normali mediante frazionamento alterato. Il targeting molecolare del percorso di riparazione del DNA può portare alla radiosensibilizzazione o alla radioprotezione. Esempi sono gli inibitori diretti e indiretti sulle rotture del doppio filamento del DNA. Gli inibitori diretti prendono di mira le proteine (famiglia PARP) e le chinasi (ATM, DNA-PKC) coinvolte nella riparazione del DNA; gli inibitori indiretti prendono di mira le proteine di segnalazione delle cellule tumorali come EGFR e il fattore di crescita insulino-simile.
L'indice terapeutico effettivo può essere influenzato dal targeting, in cui l'agente terapeutico è concentrato nella sua area di effetto desiderata. Ad esempio, nella radioterapia per i tumori cancerosi, adattare il fascio di radiazioni precisamente alla sagome del tumore (all'interno della "parte visibile" del fascio) può aumentare la dose erogata senza incrementare gli effetti tossici, sebbene tale adeguamento potrebbe non modificare l'indice terapeutico. Allo stesso modo, la chemioterapia o la radioterapia con agenti infusi o iniettati possono essere rese più efficaci collegando l'agente a una sostanza oncofila, come nella terapia con radionuclidi verso recettoripeptidici per i tumori neuroendocrini e nella chemoembolizzazione o nella terapia con microsfere radioattive per i tumori epatici e le metastasi. Questo concentra l'agente nei tessuti mirati e ne riduce la concentrazione in altri, aumentando l'efficacia e riducendo la tossicità.

## Indice di sicurezza
Talora, viene utilizzato il termine rapporto di sicurezza, in particolare quando ci si riferisce a farmaci psicoattivi utilizzati per scopi non terapeutici. In questi casi, la dose effettiva è la quantità e la frequenza che produce l'effetto desiderato, che può variare ed essere maggiore o minore della dose terapeuticamente efficace.
Il fattore di sicurezza certa (certain safety factor), noto anche come margine di sicurezza (MOS), è il rapporto tra la dose letale per l'1% della popolazione e la dose efficace per il 99% della popolazione (LD1 / ED99). Questo è un indice di sicurezza migliore rispetto alla LD50 per i materiali che hanno effetti sia desiderabili che indesiderabili, perché tiene conto degli estremi dello spettro in cui le dosi possono essere necessarie per produrre una risposta per una persona, ma possono, a parità di dose, essere letali per un'altra.
{\displaystyle {\text{Certain safety factor}}=\mathrm {\frac {LD_{1}}{ED_{99}}} }

## Effetto sinergico
L'indice terapeutico non considera le interazioni farmacologiche o gli effetti sinergici. Ad esempio, il rischio associato alle benzodiazepine aumenta significativamente se sono assunte con alcol,, depressivi, oppiacei o stimolanti (come la cocaina) rispetto a quando vengono assunte da sole. L'indice terapeutico non tiene conto della facilità o difficoltà di raggiungere una dose tossica o letale. Questo aspetto vale in particolare per i consumatori di droghe, poiché la purezza può essere molto variabile.

## Finestra terapeutica
La finestra terapeutica (o finestra farmacologica) di un farmaco è l'intervallo di dosaggi del farmaco che può trattare efficacemente la malattia senza avere effetti tossici. I farmaci con una finestra terapeutica ridotta devono essere somministrati con cura e controllo, misurando frequentemente la concentrazione ematica del farmaco, per evitare danni. I farmaci con finestre terapeutiche ridotte includono la teofillina, la digossina, il litio e il warfarin.

## Dose biologica ottimale
La dose biologica ottimale (OBD) è la quantità di un farmaco che produrrà l'effetto desiderato in modo più efficace, rimanendo nell'intervallo di tossicità accettabile.

## Dose tollerata massima
La dose massima tollerata (maximum tolerated dose, MTD) si riferisce alla dose più alta di un trattamento radiologico o farmacologico che produrrà l'effetto desiderato senza giungere a un livello di tossicità non accettabile. Lo scopo della somministrazione della MTD è determinare se l'esposizione a lungo termine a una sostanza chimica possa portare a effetti negativi sulla salute inaccettabili in una popolazione, quando il livello di esposizione non è sufficiente a causare mortalità prematura a causa di effetti tossici a breve termine.
Si utilizza la dose massima, piuttosto che una dose inferiore, per ridurre il numero di soggetti sottoposti a test (e, tra le altre cose, il costo dei test) e per rilevare un effetto che potrebbe verificarsi solo raramente. Questo tipo di analisi viene utilizzato anche per stabilire i limiti di tolleranza dei residui chimici negli alimenti. Gli studi sulla dose massima tollerata vengono effettuati anche negli studi clinici.
La MTD è un aspetto essenziale del profilo di un farmaco. Tutti i moderni sistemi sanitari impongono una dose massima sicura per ogni farmaco e generalmente prevedono numerose garanzie (ad esempio, limiti quantitativi conservativi e limiti massimi di quantità/tempi imposti dal governo) per impedire la prescrizione e la distribuzione di quantità superiori al dosaggio più elevato che si è dimostrato sicuro per i pazienti.
I pazienti spesso non sono in grado di tollerare la dose massima teorica di un farmaco a causa del verificarsi di effetti collaterali che non sono intrinsecamente una manifestazione di tossicità (non considerati una grave minaccia per la salute del paziente), ma che causano al paziente un disagio e/o un fastidio tali da portare alla mancata osservanza del trattamento. Tali effetti includono l'indebolimento emotivo con gli antidepressivi, il prurito con gli oppiacei e la visione offuscata con gli anticolinergici.